# 핵 컴퓨터

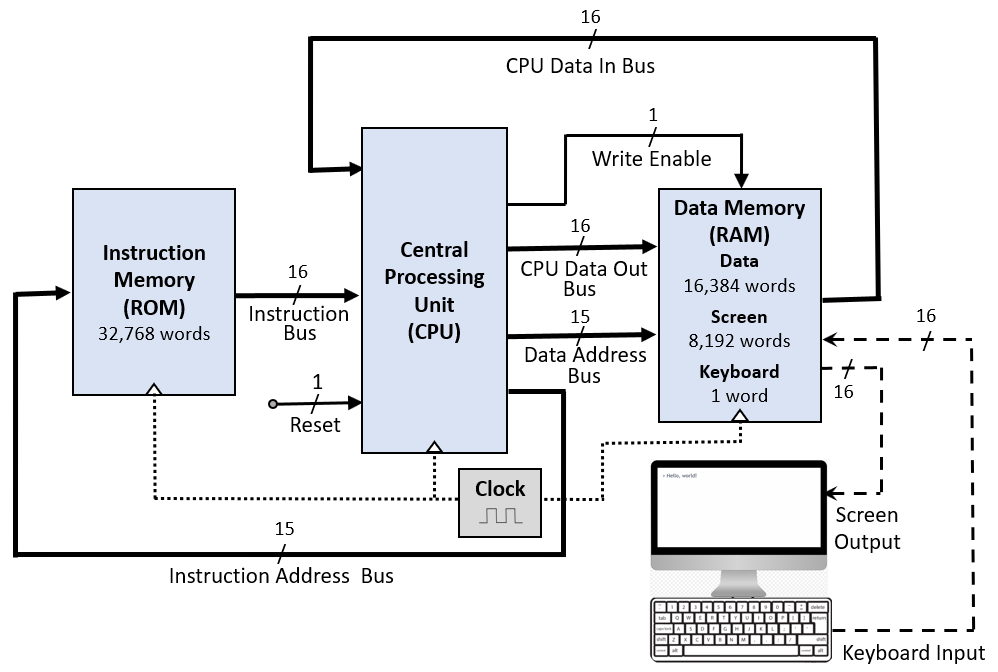
핵 컴퓨터 구조

핵 컴퓨터(Hack Computer)는 노암 니산(Noam Nisan)과 시몬 쇼켄(Shimon Schocken)이 만든 이론적인 컴퓨터 설계로, 그들의 저서 "컴퓨팅 시스템의 요소: 첫 번째 원칙에 따른 현대 컴퓨터 구축"(The Elements of Computing Systems: Building a Modern Computer from First Principles)에 설명되어 있다. "현대"라는 용어를 사용하면서 저자는 폰 노이만 구조 모델에 따라 패턴화된 디지털 바이너리 기계를 언급한다.
핵 컴퓨터는 컴퓨터 구성 및 아키텍처에 대한 기본적이지만 포괄적인 과정의 일부로 하드웨어 시뮬레이터 응용 프로그램의 실습 가상 구성을 위해 고안되었다. 저자가 만들고 두 부분으로 나누어 제공되는 이러한 과정 중 하나는 첫 번째 원리로 현대 컴퓨터 만들기: NAND에서 테트리스까지라는 대규모 개방형 온라인 과정(MOOC)으로 무료로 제공된다. 이 과정에 포함된 12개 프로젝트에서 학습자는 2개의 입력 NAND 게이트로 시작하여 하드웨어(메모리 및 CPU)와 소프트웨어(어셈블러, VM, 자바 유사 프로그래밍 언어 및 OS)를 모두 포함하여 완벽하게 작동하는 가상 컴퓨터로 끝난다. 컴퓨터 하드웨어의 초기 구현에 사용되는 하드웨어 시뮬레이터 외에도 책과 온라인 과정에 설명된 프로젝트를 지원하는 완전한 핵 컴퓨터 에뮬레이터 프로그램 및 어셈블러도 저자의 웹 사이트에서 사용할 수 있다.